# Аполлоній Родоський
Аполло́ній Родо́ський (грец. Απολλώνιος ο Ρόδιος; близько 295 — близько 215 до н. е.) — давньогрецький поет і граматик елліністичного періоду. Очолював Александрійську бібліотеку. Найбільше відомий як автор епічної поеми «Аргонавтика», що розповідає про пригоди аргонавтів.

## Життя
Аполлоній народився в Александрії чи, можливо, у Навкратісі в Єгипті і був учнем поета Каллімаха. Своїм прізвиськом зобов'язаний перебуванню на Родосі. Відомості про життя Аполлонія неясні та важкі для інтерпретації. Він, безсумнівно, був з 260 по 247 до н. е. завідувачем Александрійської бібліотеки після Зенона Ефеського і перед Ератосфеном. Здійснював філологічні дослідження, результатом яких стали його твори: Проти Зенодота (Pros Zenodoton), що містить критику зенодотова видання Гомера, і роботи, присвячені Архілоху, Гесіоду, Антімаху Колофонському (не збереглися). Він також був автором зниклих поем на тему заснування міст (серед яких були Александрія, Кнід, Навкратіс, Родос) і поеми Каноп (місто біля Александрії).

## Творчість
Найзначнішим твором Аполлонія Родосського була поема про похід аргонавтів Аргонавтика (Argonautika) з 5855 гекзаметрів, об'ємний епос з розгорнутою дією, хоча цей жанр і осуджував законодавець александрійської поезії Каллімах. Можливо, першу версію цієї поеми Аполлоній створив ще в молодості, і прочитав свій твір привселюдно в Олександрії. Холодно сприйнятий, виїхав на Родос, де написав другий варіант поеми. Такий хід подій здається найбільш правдоподібним, однак у цьому випадку стає незрозумілим, коли Аполлоній завідував Бібліотекою. Відповідно до античної традиції, Аргонавтика стала причиною запеклої суперечки між Аполлонієм і Каллімахом. Сліди цієї полеміки можна знайти в творах Каллімаха, який написав проти Аполлонія поему Ібіс. Аполлоній відповів на докори майстра в епіграмах. Аргонавтика залишилася єдиним збереженим твором Аполлонія. Поет звертається в ній до одному з найстарших міфів, що розповідає про похід аргонавтів у Колхіду за золотим руном. Він вивчив різні варіанти, намагаючись привести їх у відповідність один з одним. При цьому Аполлоній спирався на Гесіода, Піндара, Антімаха, Софокла, а також на Каллімаха. Використовував він і дані місцевих істориків і міфологів. Дві перших книги епосу описують у дрібних деталях готування до подорожі і шлях аргонавтів до Колхіди.
Вперше в епічному творі простежується психологія сильних любовних пристрастей. Романічна лінія в героїчному сюжеті й зображення особистих почуттів поєднуються в поемі з характерною для олександрійських поетів міфологічною та географічною ерудованістю, що ніяк не вільна від політичних тенденцій єгипетської монархії. У третій книзі Аполлоній описує історію кохання Медеї до Ясона, уводячи тим самим любовний мотив у героїчний епос і роблячи головною діючою особою молоду дівчину. Це був вирішальний крок, що забезпечив безсмертя як самому Аполлонію Родоському, так і його твору. Дія розвивається на 2 рівнях: на Олімпі і на землі. На Олімпі Афіна і Гера просять Афродіту про втручання: нехай Ерос влучить в Медею і розпалить у ній любов до Ясона. Міфологічні тут лише імена. Сам поет у частині третьої книги про забуває про міфологічний сюжет, і з великою майстерністю і проникненням у психологію зображує виникнення почуття і внутрішню боротьбу Медеї. Четверта книга, немов написана в поспіху і більш схематична, вона присвячена фантастичним пригодам аргонавтів на зворотному шляху з Колхіди в Грецію. Створюється враження, що Аполлоній намагається не забути нічого з багатої традиції, і це призводить до надмірної концентрації фактів.
Непривітно прийнята Каллімахом Аргонавтика не здобула визнання й у пізніших критиків: анонімного автора твору Про піднесене, Квінтіліана і Фронтона. Аполлоній став творцем нової епічної форми, у якій знайшлося місце для кохання молодої дівчини і для безлічі жанрових сценок. У поемі Аполлонія очевидний вплив не тільки Гомера, а й афінської трагедії (особливо Евріпіда).
Основний твір Аполлонія вплинув на Вергілія й Овідія, його брали за зразок також автори грецьких романів і орфічної поеми Аргонавтика. У Римі були виконані два вільних переклади Аргонавтики Аполлонія на латинську мову (Варрон Атацін й Валерій Флакк). Епос Аполлонія був відкоментований античними ерудитами, а міфографи (серед інших Гігін та автор приписуваної Аполлодору Бібліофіки) використовували їх як основне джерело сказань про аргонавтів.